# اسلام در استونی

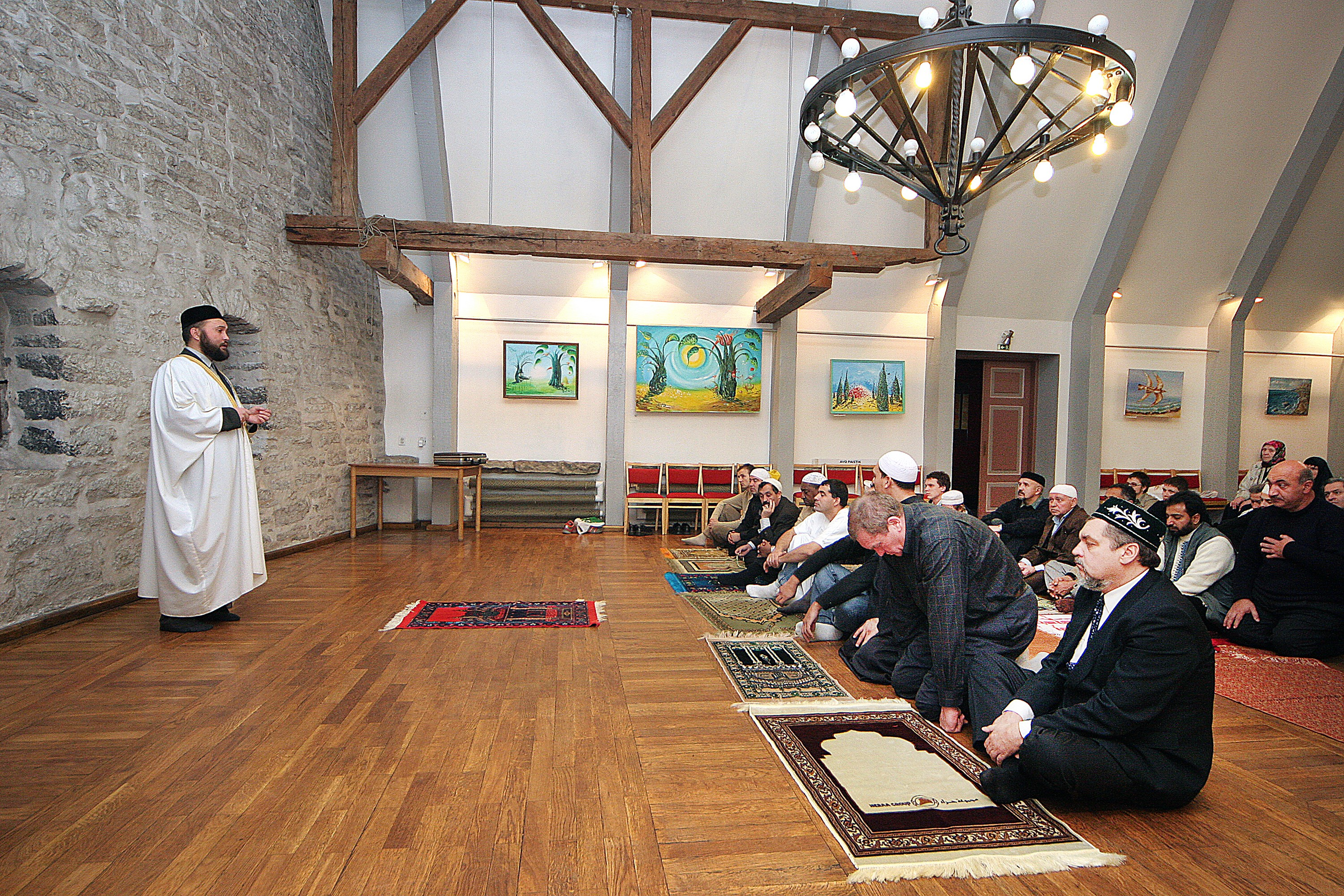
مسلمانان در تالین - ۲۰۰۵

استونی یکی از کوچک‌ترین جوامع مسلمان در اروپا را دارد. بر اساس سرشماری سال ۲۰۱۱، تعداد افرادی که در استونی به اسلام اعتقاد داشتند، ۱۵۰۸ نفر بود که معادل ۰/۱۴ درصد از کل جمعیت بود. در استونی مسجد وجود ندارد و به همین دلیل مرکز اسلامی استونی به‌جای مسجد به کار گرفته می‌شود.

## جمعیت‌شناسی
بر اساس برآوردهای سال‌های ۲۰۰۰ و ۲۰۰۱، تقریباً ۱۰٬۰۰۰ مسلمان در استونی زندگی می‌کنند. بزرگ‌ترین گروه‌های مسلمان در استونی متشکل از تاتارها (که اصالتاً اهل میشار هستند) و آذری‌ها هستند. همچنین تعداد کمتری از مسلمانان متعلق به اقوام بومی (افرادی که به اسلام گرویده‌اند) وجود دارد. اکثر مسلمانان در استونی سنی هستند به جز آذری‌ها که شیعه‌اند.

## تاریخ
اولین حضور مستند مسلمانان در استونی زمانی رخ داد که سربازان مسلمان امپراتوری روسیه در طول جنگ لیوونی در قرن شانزدهم وارد استونی شدند.
اولین مسلمانان واردشده به استونی، عمدتاً تاتارهایی بودند که پس از خدمت سربازی در ارتش روسیه (پس از فتح استونی و لیوونی در ۱۷۲۱) از خدمت در ارتش رهایی یافته‌بودند.
از سال ۱۸۶۰، جامعه تاتارها فعالیت‌های اسلامی‌شان را آغاز کردند، و مرکز آن در شهر ناروا بود. گرچه برخی نیز در تالین و تارتو ساکن شده‌بودند. تاتارها مغازه‌هایی باز کردند و به تجارت مشغول شدند.
در سال ۱۹۴۰، شوروی فعالیت‌های اسلامی را در استونی قدغن نمود و ساختمان‌هایی که نماز جماعت در آنها برگزار می‌شد در طول جنگ جهانی دوم (در سال ۱۹۴۴) ویران شدند. اکثریت قریب به اتفاق مسلمانان در طول اشغال استونی توسط شوروی بین سال‌های ۱۹۴۰ تا ۱۹۹۱ لز استونی مهاجرت کردند.
جامعه مسلمان در استونی صبور و از نظر سیاسی میانه‌رو در نظر گرفته می‌شوند. در استونی، سنی‌ها و شیعیان به‌طور مشترک عبادت می‌کنند؛ درحالی‌که چنین کاری در جهان اسلام چندان معمول نیست.

## مساجد
- مرکز اسلامی استونی

## نگارخانه

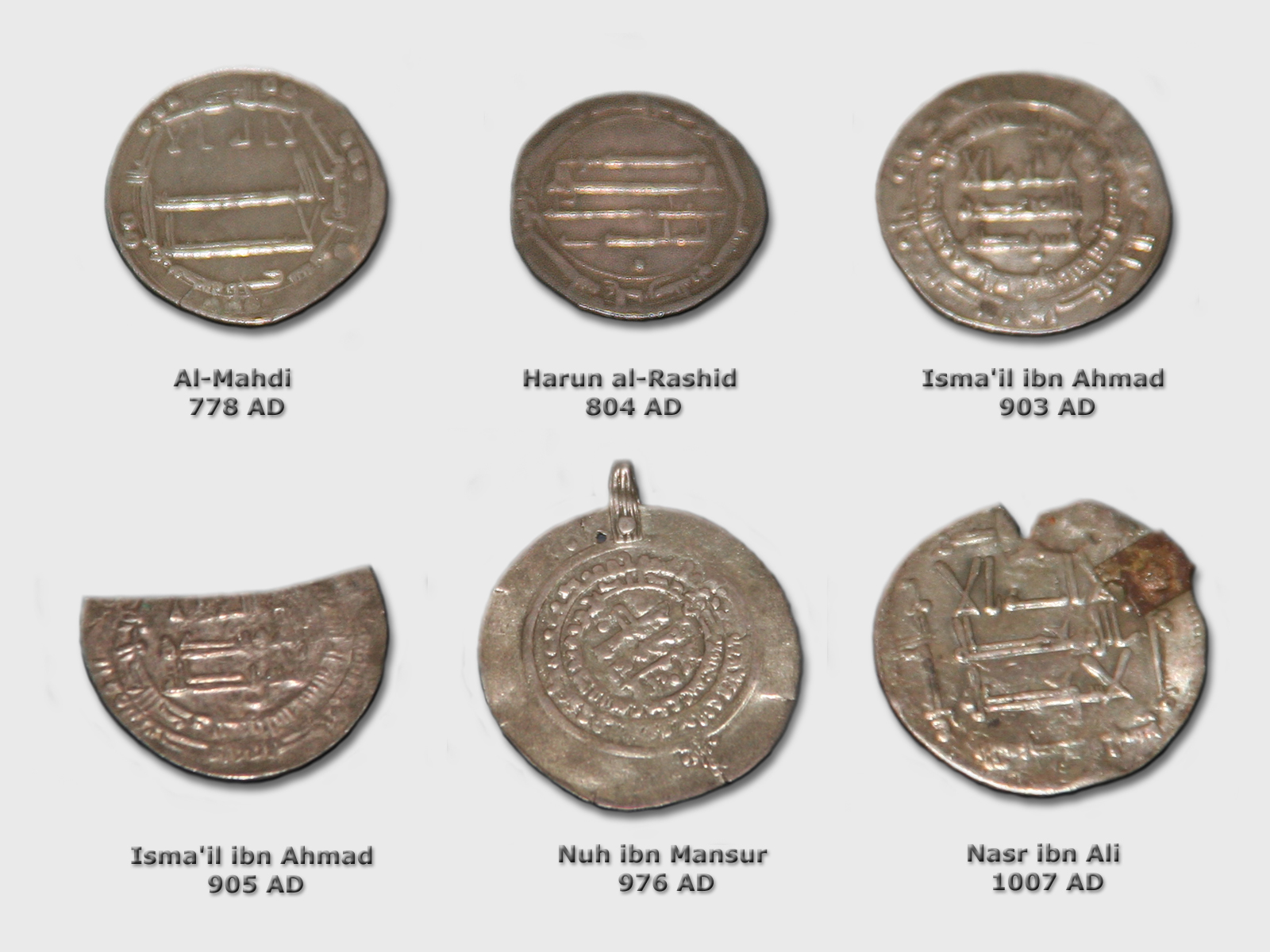
سکه‌های عصر طلایی اسلامی کشف‌شده در استونی.